# نقاش (فیلم)
«نقاش» (سوئدی: Målaren) فیلمی در ژانر مستند است که در سال ۱۹۸۲ منتشر شد.